# Klovn
Klovn, danska för clown, var en dansk situationskomedi som visades på den danska TV-kanalen TV2 Zulu mellan den 9 februari 2005 till 2022. Serien är skapad av ståuppkomikerna Casper Christensen och Frank Hvam som även spelar huvudrollerna. Den handlar om huvudrollsinnehavaren Frank, spelad av Frank Hvam, och hans vardagsliv och vänner. Den bygger på komiska situationer i vardagen, sociala konstigheter, pinsam tystnad och mänskliga fel. 

## Serien
Serien består av 25-minutersavsnitt över 9 säsonger och har visats i Sverige av TV4. 2021 avslutades produktionen av den åttonde säsongen som sändes danska TV2 sammaren 2021. 2022 kom dessutom säsong 9. 
Klovn har uppenbara paralleller med den amerikanska sitcomen Simma lugnt, Larry! av och med Larry David och skaparna har kritiserats för likheterna trots att de själva inte döljer att de haft den amerikanska serien som förlaga. På samma sätt som i den amerikanska förlagan handlar Klovn om vardagssituationer där huvudrollsinnehavaren framställs som en slags antihjälte, trots att han ofta har rätt och är oskyldig till de illdåd som hans vänner och familj anklagar och kritiserar honom för. Klovn har även samma pseudorealistiska upplägg där skådespelarna har sina riktiga förnamn och där kända personer deltar som sig själva.

## Mottagande
Klovn har blivit en stor succé Danmark och fick åren 2005, 2006 och 2008 Producentforeningens TV-pris som årets bästa komedi. I samband med sista säsongen togs en speciell Klovnöl fram med namnet Kvajebajerern. Ölet togs fram i samarbete med Apollo Bryggerierne och Ølfabrikken, namnet kvajebajer betyder ungefär klantbira och enligt en tradition något hantverkslärlingar ska bjuda på om de gjort något slarvfel och som överförts till att gälla misstag även på andra arbetsplatser och kompisgäng.
Den svenska serien Succéduon är tydligt inspirerad av Klovn i det att den också handlar om två kreativa komiker som arbetar ihop, men där styrkeförhållandet är ojämnt fördelat och det oftast är den ene som får bära hundhuvudet.

## Filmen
Den 16 december 2010 hade filmen Klovn:The Movie premiär. Sedan dess har ytterligare två filmer gjorts. Klovn Forever (2015). Den senaste och förmodat sista filmen Klovn The Final kom ut 2020.

## Avsnitten
| 1. 5-årsdagen 2. De nye danskere 3. Hushovmesteren 4. Dalai Lama 5. Godfather of Drugs 6. Løft ikke hunden 7. Fars sidste ønske 8. Str. 44 9. Årstiderne 10. Farvel igen mor | 1. Casa Tua 2. Bye Bye Bodil 3. Don Ø affæren 4. Thors øje 5. Kgl. hofnar 6. It's a Jungle Down There 7. Ambassadøren 8. Carøes barnedåb 9. Irma-pigen 10. Franks fede ferie | 1. Rosé-forbandelsen 2. London Kashmir 3. Pepino & Pepito 4. Nina kære Nina 5. 100 dage i Forum 6. Biggie Blackie 7. Længe leve demokratiet 8. Bøssernes Kennedy 9. En revisor-smølfe-CD 10. God jul, Frank |

| 1. Unge hjerter 2. Hjem til far 3. Sankt Hans 4. Bornholm 5. Aben Ditmark 6. Jarlens død 7. Piverts polterabend 8. Hejsan Sverige 9. Tango for tre 10. Ups | 1. Mamma Mia 2. Mere ost Christian Braad Thomsen? 3. White House Potential 4. Tak for svaneæg 5. Den japanske have 6. Troldmanden fra Frederiksberg 7. Hør nu efter Frank! 8. Tillykke Frank 9. Drys fra muffedissen 10. Surprise Mia! | 1. Guffeliguf 2. Shut up 3. Sivsko og Ægget 4. Fru Af og Til 5. Monsieur Le Boss 6. Bedragsholm Slot 7. Bisbebjerg Tricket 8. Et knus for et krus 9. Dilletanterne 10. Falsk lorte alarm |

| 1. Det muslimske klaver 2. Baked Alaska 3. #Metoo 4. Slikræven 5. Tipo Napoli 6. Kender du typen 7. Dobbelt dip 8. Hvil i fred Mia 9. Mia's måne 10. Skalaen | 1. Spild af Pingus 2. Frank the prank 3. Min bedste ven 4. Balling vs Bahs 5. Det gamle testamente 6. Falsk Pykker-alarm 7. Forstanderen 8. Dr. Strangelove | 1. De røde bukser 2. Frederiksberg-flisen 3. Et portræt af en tennisklub 4. Alter ego 5. Darwins kontor 6. Folkemødet 7. Mias Fede Ferie 8. Venstretricket 9. Jul i de gamle træsko |  |